# Missio sui iuris
Een missio sui iuris is een katholieke missionaire gebiedsomschrijving in een verlaten of afgelegen gebied met relatief weinig katholieken. Veelal is het de eerste stap naar het statuut van een apostolische prefectuur. 
Het kerkelijk hoofd van de missio wordt superior genoemd. Dat kan een gewone geestelijke zijn, maar ook een bisschop, aartsbisschop of kardinaal. 
De missio sui iuris in Turkmenistan is een voorbeeld van dergelijke missio sui iuris.